# Drepanocladus angustifolius
Drepanocladus angustifolius là một loài Rêu trong họ Amblystegiaceae. Loài này được (Hedenas) Hedenas & Rosborg, Charlotta mô tả khoa học đầu tiên năm 2008.